# Margareta Cederschiöld
Margareta Cordelia Cederschiöld (Estocolm, 30 de desembre de 1879 – Estocolm, 29 de juliol de 1962) va ser una tennista sueca que va competir als Jocs Olímpics de 1912 d'Estocolm.
Fou eliminada en quarts de final de la prova individual exterior. En la prova interior va perdre en primera ronda. En els dobles mixtos interiors, formant parella amb Carl Kempe, fou quarta, sense que es presentessin a jugar el partir per la medalla de bronze.
El seu germà, Hugo Cederschiöld, fou un tirador olímpic.